# Monumentul eroilor căzuți în primul război mondial
Monumentul eroilor căzuți în primul război mondial a fost inaugurat la 1 decembrie 1936 și a fost ridicat în cinstea ostașilor din Comuna Militari căzuți în războiul de întregire a neamului 1916-1918 (Primul Război Mondial). 
Monumentul reprezintă un obelisc în vârful căruia stă o acvilă din bronz cu aripile desfăcute (simbol al credinței și devotamentului). Obeliscul este din piatră de Câmpulung și este susținut de un  soclu paralelipipedic de asemenea din piatră. Pe obelisc se află o placă având însemne militare precum și o coroană de lauri, amândouă din bronz. Pe partea frontală a soclului este montată o placă de marmură cu următoarea inscripție:
| EROILOR DIN COMUNA MILITARI CĂZUȚI ÎN RĂZBOIUL DE ÎNTREGIRE A NEAMULUI 1916 - 1918 |

Monumentul a fost restaurat în 1999 de Asociația Națională pentru Cultul Eroilor.
Obeliscul este înscris în Lista monumentelor istorice 2010 - Municipiul București - la nr. crt. 2380, cod LMI B-III-m-B-20061.
Monumentul se află pe Bulevardul Uverturii, la intersecția cu strada Dealul Țugulea, sector 6.